# ریچارد هندرسون (حقوقدان)
ریچارد هندرسون (Richard Henderson) (زادهٔ ۲۰ آوریل ۱۷۳۵ – درگذشتهٔ ۳۰ ژانویه ۱۷۸۵)، حقوق‌دان، دلال ملک و سیاستمدار آمریکایی بود که به‌خاطر ایجاد مستعمرهٔ ترانسیلوانیا در سرحدات کنتاکی شهرت داشت. شهرستان هندرسون و مرکز بخش آن، هندرسون، ایالت کنتاکی به افتخار او نام‌گذاری شده‌اند. او همچنین زمینی را به مهاجران اولیه فروخت که بعدها به نشویل، ایالت تنسی تبدیل گشت.
هندرسون در ایالت مهاجرنشین ویرجینیا چشم به جهان گشود، هرچند در کودکی به همراه خانواده‌اش به شهرستان گرینویل، ایالت کارولینای شمالی نقل مکان کرد. او در آنجا در رشتهٔ حقوق به تحصیل پرداخت و به عضویت هیئت وکلا درآمد. در سال ۱۷۶۳، هندرسون با الیزابت کیلینگ، کنتس انگلیسی، ازدواج کرد و صاحب شش فرزند شدند. در سال ۱۷۶۸، هندرسون به سمت قاضی منصوب شد، اما در سال ۱۷۷۳، از این سمت کناره‌گیری کرد تا در حوزهٔ معاملات ملک فعالیت کند. بدین منظور در سال ۱۷۷۴، شرکت ترانسیلوانیا را تأسیس کرد. میان سال‌های ۱۷۷۵ تا ۱۷۸۳، او معاملات مختلفی را در حوزهٔ املاک در کنتاکی، تنسی و جنوب غربی ویرجینیا، از جمله پروژهٔ ایجاد مستعمرهٔ ترانسیلوانیا در کنتاکی غربی و شمال مرکزی تنسی انجام داد. در سال ۱۷۸۳، دولت‌های مستعمرات ویرجینیا و کارولینای شمالی، این نوع قراردادهای غیرقانونی را باطل اعلام کردند. طرح مستعمرهٔ ترانسیلوانیای هندرسون یکی از عوامل اولیه در بروز جنگ میان آمریکایی‌ها و قبیلهٔ چروکی بود.
هندرسون پس از ممنوعیت معاملات ملکی، به کارولینای شمالی بازگشت و در دولت کارولینای شمالی سمت‌های قانونی و اجرایی مختلفی را بر عهده گرفت. او در ۴۹ سالگی در خانه‌اش در کارولینای شمالی درگذشت.

## اوایل زندگی و حرفهٔ حقوقی
هندرسون در ۲۰ آوریل ۱۷۳۵ در شهرستان هانوور، ایالت مهاجرنشین ویرجینیا چشم به جهان گشود. والدینش ساموئل هندرسون و الیزابت ویلیامز هندرسون بودند. او برادری به‌نام توماس هندرسون داشت. در سال ۱۷۴۵، خانواده‌اش به شهرستان گرنویل، ایالت کارولینای شمالی نقل مکان کردند. او در آنجا در رشتهٔ حقوق به تحصیل پرداخت، به عضویت هیئت وکلا درآمد و به حرفهٔ وکالت مشغول و در سال ۱۷۶۸ به سمت قاضی دادگاه عالی منصوب شد.
در سال ۱۷۶۳، هندرسون با الیزابت کیلینگ، دختر لرد کیلینگ، اشراف زادهٔ انگلیسی ازدواج کرد. فانی (متولد ۱۷۶۴)، ریچارد (متولد ۱۷۶۶)، آرچیبالد (متولد ۱۷۶۸)، الیزابت (متولد ۱۷۷۰)، لئونارد (متولد ۱۷۷۸) و جان (متولد ۱۷۸۰) فرزندانش بودند.
از آنجاییکه هندرسون متعلق به طبقهٔ اشراف‌زادگان بود، مورد هدف خشونت‌های سامانگر قرار گرفت. او در آن دوران، عضو منطقهٔ کشیش‌نشین کلیسای انگلستان در ویلیامزبورو بود.
در سال ۱۷۷۳، هندرسون از مسند قضاوت کناره‌گیری کرد تا به دنبال خواسته‌هایش در معاملات املاک و مستغلات برود.

## شرکت و پروژهٔ مستعمرهٔ ترانسیلوانیا
هندرسون پس از کناره‌گیری از حرفهٔ قضاوت، در ۲۷ اوت ۱۷۷۴، به همراه تعدادی از ساکنان سرشناس کارولینای شمالی، شرکتی در زمینهٔ زمین خواری راه اندازی کرد. نام شرکت در ابتدا ریچارد هندرسون و شرکا بود که بعداً به شرکت لوئیزا و در نهایت در ۶ ژانویه ۱۷۷۵، به شرکت ترانسیلوانیا تغییر نام داد.

## سال‌های آخر زندگی
در سال ۱۷۷۸، هندرسون برای مدت کوتاهی به مسند قضاوت بازگشت اما پس از مدت کوتاهی کناره‌گیری نمود تا به دنبال معاملات ملک برود. در سال‌های ۱۷۷۹–۱۷۸۰، او گروه دیگری از مهاجران را به سوی درهٔ کامبرلند در تنسی هدایت و شهرک فورت نشبورو (نشویل امروزی) را در منطقهٔ فرنچ لیک تأسیس کرد.
در سال ۱۷۷۹، قاضی هندرسون به عنوان یکی از شش فرماندار برای ادارهٔ مرزهای میان ویرجینیا و کارولینای شمالی به سمت درهٔ پاول منصوب شد. او به عنوان کاپیتان (۱۷۷۹–۱۷۸۱) در هنگ شهرستان گرنویل از تیپ ناحیهٔ هیلزبورو در ارتش شبه نظامی کارولینای شمالی در جنگ‌های استقلال آمریکا خدمت کرد.
او نمایندهٔ شهرستان گرنویل، ایالت کارولینای شمالی بود. هندرسون در سال ۱۷۸۱، مجلس عوام مستعمرهٔ ترانسیلوانیا وابسته به مجلس شورای ایالتی کارولینای شمالی را تشکیل داد. او در سال‌های ۱۷۸۲–۱۷۸۳، از سوی نمایندگان به عنوان یکی از اعضای شورای دولتی انتخاب شد.

## وفات و میراث
هندرسون در ۳۰ ژانویه ۱۷۸۵، در ۴۹ سالگی درگذشت. او در مزرعهٔ خود در نزدیکی ویلیامزبورو، ایالت کارولینای شمالی در منطقهٔ ناتبش کریک به خاک سپرده شد.
یکی از پسرانش، لئونارد هندرسون، رئیس دادگاه عالی کارولینای شمالی (۱۸۲۹–۱۸۳۳) بود. شهر هندرسون در ایالت کارولینای شمالی به افتخار او نام‌گذاری شده‌است. پسر دیگرش، آرچیبالد هندرسون، نمایندهٔ شورای شهرستان روآن، ایالت کارولینای شمالی بود.
در اراضی دولتی کنتاکی غربی هندرسون در اوهایو، در منطقه‌ای به نام رد بنکس، در سال ۱۷۹۷، منطقه‌ای مهاجرنشین به شهر هندرسون که همنام او بود، تبدیل شد. بعداً، شهرستان هندرسون، ایالت کنتاکی (بخش هندرسون) که شامل آن اراضی دولتی بود، نیز به افتخار او نام‌گذاری شد.
در زمان معاهدهٔ تپهٔ چنار، دراگینگ کانو، پسر آتاکولاکولا، رئیس قبیلهٔ چروکی، در طی سخنرانی خود، فروش زمین‌های چروکی را محکوم کرد و از دولت عمومی-قبیله‌ای چروکی جدا شد و گروه چیکاماوگا را تشکیل داد. این گروه بعدها در جنگ‌های چروکی-آمریکایی که ناشی از تلاش برای شهرک‌سازی بود، به سردمداران اصلی تبدیل شدند.
خانهٔ مزرعه‌ای اشلند، خانهٔ کودکی هندرسون در کارولینای شمالی، در سال ۱۹۷۳ در فهرست ملی اماکن تاریخی ثبت شد.